# VI Comando Administrativo Aéreo
El VI Comando Aéreo Administrativo (VI. Luftgau-Kommando) fue una unidad aérea administrativa de la  Luftwaffe durante la Segunda Guerra Mundial.

## Historia
Fue formado el 4 de febrero de 1938 en Münster por el X Comando Administrativo Aéreo. Fue disuelto el 2 de abril de 1945, y llamándose así el Cuerpo Antiaéreo z.b.V.

## Comandantes
- Mayor general August Schmidt – (4 de febrero de 1938 – 2 de abril de 1945)
- Teniente General Ernst Dörffler (suplente) – (1 de enero de 1944 – 1944)

## Jefes de Estado Mayor
- Teniente coronel Dr. Max Ziervogel – (1 de julio de 1938 – 20 de diciembre de  1939)
- Teniente coronel Felix Vodepp – (20 de diciembre de 1939 – junio de 1941)(?)
- Teniente coronel Franz Böhme – (24 de agosto de 1944 – 15 de noviembre de 1944)
- Coronel Erich Gröpler – (15 de noviembre de 1944 – 2 de abril de 1945)

## Territorio Cubierto
- 4 de febrero de 1938: el mismo VI Distrito Militar (Provinz Westfalen, Regierungsbezirke Aachen, Düsseldorf, Colonia, Osnabrück y Kassel).
- mayo de 1940: territorio se trasladó a la línea delantera de Aerschot-Dinant (Francia), y se hizo cargo del área de Eupen-Malmedy.

### Bases
| 12 de octubre de 1937 - 2 de abril de 1945 | Münster |

## Orden de Batalla

### Unidades aderidadas
- 6° Regimiento del Comando Aéreo de Comunicaciones en Gütersloh - (julio de 1938 – octubre de 1944).
- 6° Batallón del Comando Aéreo de Comunicaciones en Hoetmar - (octubre de 1944 – mayo de 1945).
- 6° Batallón Sanitario del Comando Aéreo en Münster-Loddenheide - (julio de 1938 - mayo de 1945).
- Comando de Defensa Aérea Düsseldorf en Müster - (1 de agosto de 1938 - 1 de agosto de 1939).
- Comando Zona Base Aérea Goslar – (julio de 1939 – marzo de 1941)
- Comando Zona Base Aérea Werl – (julio de 1939 – marzo de 1941).
- Comando Zona Base Aérea Handorf – (julio de 1939 – marzo de 1941).
- Comando Zona Base Aérea Köln-Ostheim – (julio de 1939 – marzo de 1941).
- Comando Zona Base Aérea Quakenbrück - (julio de 1939 – marzo de 1941).
- Comando Zona Base Aérea Düsseldorf – (julio de 1939 – marzo de 1941).
- Comando Zona Base Aérea Gütersloh – (julio de 1939 – marzo de 1941).
- 1./VI Comando Zona Base Aérea en Goslar/Kassel-Rothwesten – (marzo de 1941 – mayo de 1945).
- 2./VI Comando Zona Base Aérea en Werl – (marzo de 1941 – diciembre de 1942).
- 3./VI Comando Zona Base Aérea en Münster-Handorf – (marzo de 1941 – mayo de 1945).
- 4./VI Comando Zona Base Aérea en Colonia-Ostheim – (marzo de 1941 – mayo de 1945).
- 2./III Comando Zona Base Aérea en Almelo (Holanda) – (septiembre de 1944 – abril de 1945).
- 8./III Comando Zona Base Aérea en Detmold – (septiembre de 1944 – enero de 1945).
- 19./XI Comando Zona Base Aérea en Düsseldorf-Angermund – (septiembre de 1944 – diciembre de 1944).
- IV Comando de Defensa Aérea en Münster/Essen/Düsseldorf – (julio de 1938 – septiembre de 1941).
- VII Comando de Defensa Aérea en Colonia – (29 de febrero de 1940 – septiembre de 1941).
- 4° División Antiaérea en Düsseldorf/Ratingen/Duisburgo – (1 de septiembre de 1941 – 23 de febrero de 1945).
- 7° División Antiaérea en Colonia – (1 de septiembre de 1941 – 23 de febrero de 1945).
- 22° División Antiaérea en Dortmund – (mayo de 1943 – abril de 1945).
- 2° Brigada Antiaérea en Brackwede bei Bielefeld – (febrero de 1945 – abril de 1945).
- 6° Brigada Antiaérea en Mönchengladbach – (diciembre de 1939 – febrero de 1940(?)).
- 9° Brigada Antiaérea en Dortmund – (abril de 1941 – febrero de 1943).
- 112° Regimiento Antiaéreo (Ferroviario) – (abril de 1944 – julio de 1944).
- 10° Regimiento Aéreo de Comunicaciones en Bad Wildungen – (1944 – 1945).

## Subordinadas
| 4 de febrero de 1938 - 1 de febrero de 1939 | II Comando del Grupo de la Fuerza Aérea |
| 1 de febrero de 1939 – 21 de marzo de 1941  | 2.ª Flota Aérea                         |
| 21 de marzo de 1941 – 5 de febrero de 1944  | Comandante de la Fuerza Aérea Centro    |
| 5 de febrero de 1944 – febrero de 1945      | Flota Aérea Reich                       |
| febrero de 1945 – abril de 1945             | Comando de la Fuerza Aérea Occidental   |